# Paul Adelstein
Paul Adelstein (* 29. dubna 1969, Chicago, Illinois, USA) je americký televizní a filmový herec, známý díky roli agenta Paula Kellermana v televizním seriálu Útěk z vězení a také díky jeho roli pediatra Coopera Freedmana v seriálu Private Practice.

## Život a kariéra
Paul Adelstein se narodil v americkém Chicagu v roce 1969 do židovské rodiny. Před jeho profesionální hereckou kariérou navštěvoval Adelstein progresivní školu Francis W. Parker School, poté Bowdoin College kde vystudoval angličtinu a také zde promoval. Svojí kariéru započal v divadle. Pracoval v New Crime Productions, spolku založeným hercem Johnem Cusackem, a později spolupracoval se spolkem Steppenwolf Theatre Company.
V roce 1990 přišel jeho filmový debut ve filmu Švindlíři . Objevil se v mnoha televizních seriálech, například Cupid, Pohotovost, Beze stopy a Scrubs a také v nespočetně epizodních rolí ve filmech jako jsou například  Smlouva s ďáblem (2000), Nesnesitelná krutost (2003), Gejša  (2005), a Buď v klidu (2005). V roce 2005 získal svojí nejdůležitější roli a stal se regulérním členem v seriálu Útěk z vězení . Původně se ucházel o roliLincolna Burrowse, ale nakonec mu byla překvapivě přidělena role Paula Kellermana. Když opustil v roce 2007 seriál Útěk z vězení, připojil se k jinému seriálu Private Practice a stal se jeho regulérním členem.
V listopadu 2006 se Adelstein oženil s herečkou Lizou Weil, která hrála Paris Gellerovou v Gilmorových děvčatech. V dubnu roku 2010 se jim narodilo první dítě, dcera Josephine Elizabeth Weil-Adelstein. Adelstein je také hlavním zpěvákem a kytaristou kapely Doris.

## Filmografie
| Rok             | Název                           | Role                                           | Poznámky                                        |
| --------------- | ------------------------------- | ---------------------------------------------- | ----------------------------------------------- |
| 1990            | Švindlíři                       | Námořník - Young Paul                          |                                                 |
| 1997            | Peoria Babylon                  | Brad Kessler                                   |                                                 |
| 1998–1999       | Cupid                           | Mike                                           | Díly (1x01, 1x02, 1x06, 1x07, 1x09, 1x11, 1x14) |
| 1999            | Turks                           | Důstojník Cliff Fowler                         | Televizní seriál                                |
| 1999            | Pohotovost                      | Hank Loman                                     | Díl (6x09)                                      |
| 2000            | Smlouva s ďáblem                | Bob/Roberto/Beach Sportovec/Sportovní hlasatel |                                                 |
| 2002            | R.U.S./H.                       | Tom Epstein                                    | Televizní film                                  |
| 2002            | Pohotovost                      |                                                | Epizoda (8x17)                                  |
| 2002            | Breaking News                   | Julian Kerbis                                  | Televizní seriál                                |
| 2002–2003       | Taxík                           | Seržant Aldo Rossi                             | Epizody (1x13, 1x14, 1x20, 2x04, 2x10)          |
| 2003            | Zákon a pořádek                 | Steven Kellerman                               | Díl (4x14)                                      |
| 2003            | Partners and Crime              |                                                | Televizní film                                  |
| 2003            | Nesnesitelná krutost            | Wrigley                                        |                                                 |
| 2003            | The Lyon's Den                  | Snyder                                         | Díl (1x09)                                      |
| 2003            | Beze stopy                      | Dave                                           | Díl (2x05)                                      |
| 2004            | Lawrence Melm                   |                                                |                                                 |
| 2004            | Bandwagon                       | Joe Rice                                       |                                                 |
| 2004            | Collateral                      | Fed #3                                         |                                                 |
| 2004            | Las Vegas                       | Alex Brooks                                    | Epizoda (2x11)                                  |
| 2005            | Medium                          | Craig                                          | Epizoda (1x14)                                  |
| 2005            | Harvey Birdman, Attorney at Law | Murro                                          | Epizoda (3x02)                                  |
| 2005            | Gejša                           | Nadporučík Hutchins                            |                                                 |
| 2005            | Buď v klidu                     | Hy Gordon                                      |                                                 |
| 2005–2007, 2009 | Útěk z vězení                   | Paul Kellerman                                 | Stálý člen                                      |
| 2006            | Nobody's Watching               | Jeff Tucker                                    | Televizní seriál                                |
| 2006            | Scrubs                          | Dr. Stone                                      | Díl (5x21)                                      |
| 2007            | Chirurgové                      | Cooper Freedman                                | Díly (3x22, 3x23)                               |
| 2007–2013       | Private Practice                | Cooper Freedman                                | Stálý člen                                      |
| 2009            | Land of the Lost                | Astronaut (hlas)                               |                                                 |
| 2009            | The Missing Person              | Drexler Hewitt                                 |                                                 |
| 2010            | Happy Sushi                     |                                                |                                                 |
| 2010            | Glenn Martin DDS                | Earl (hlas)                                    | Epizoda ("Courtney's Pony")                     |